# Maison Atlantis

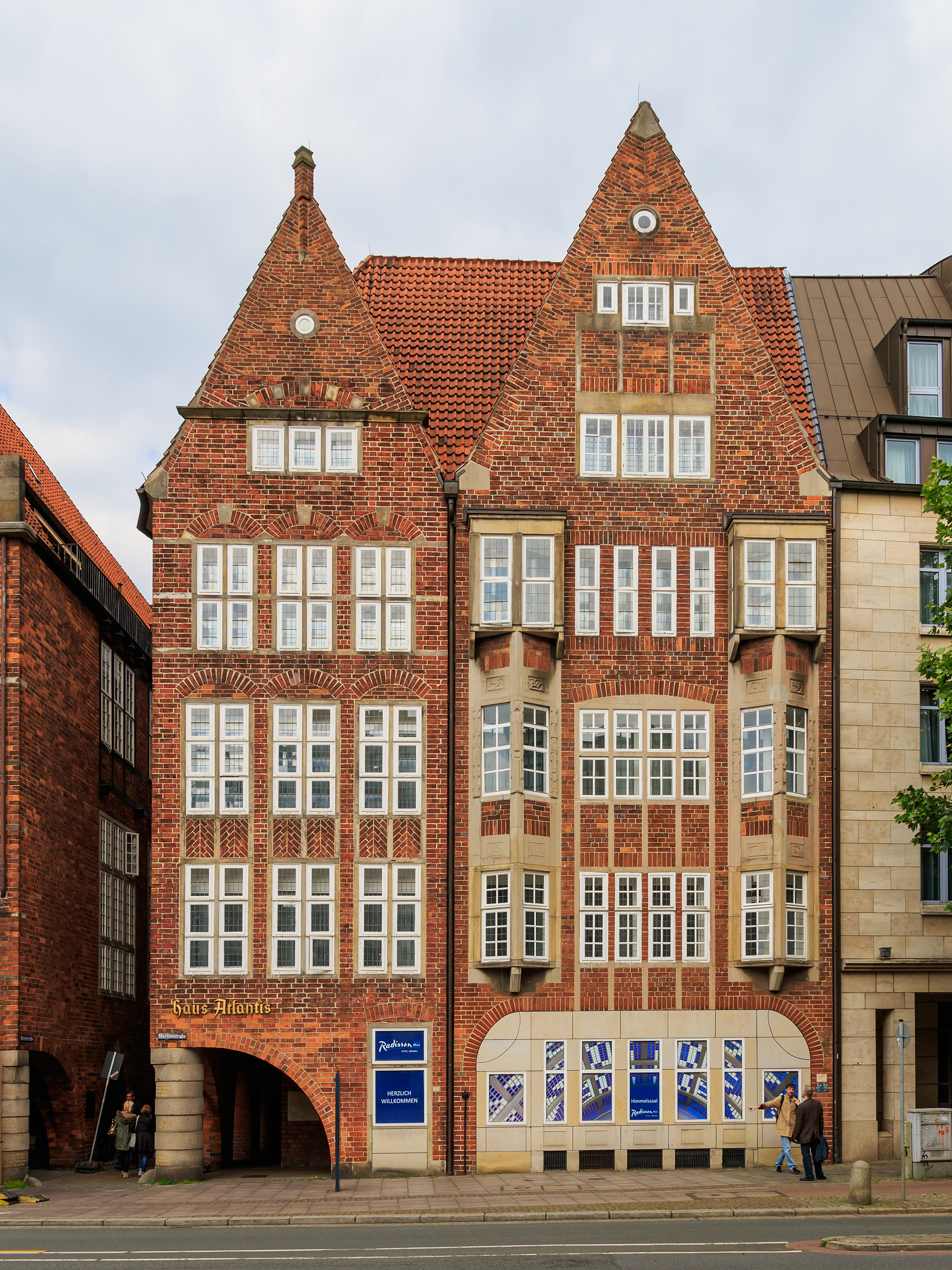
Maison Atlantis sur la Böttcherstraße à Brême

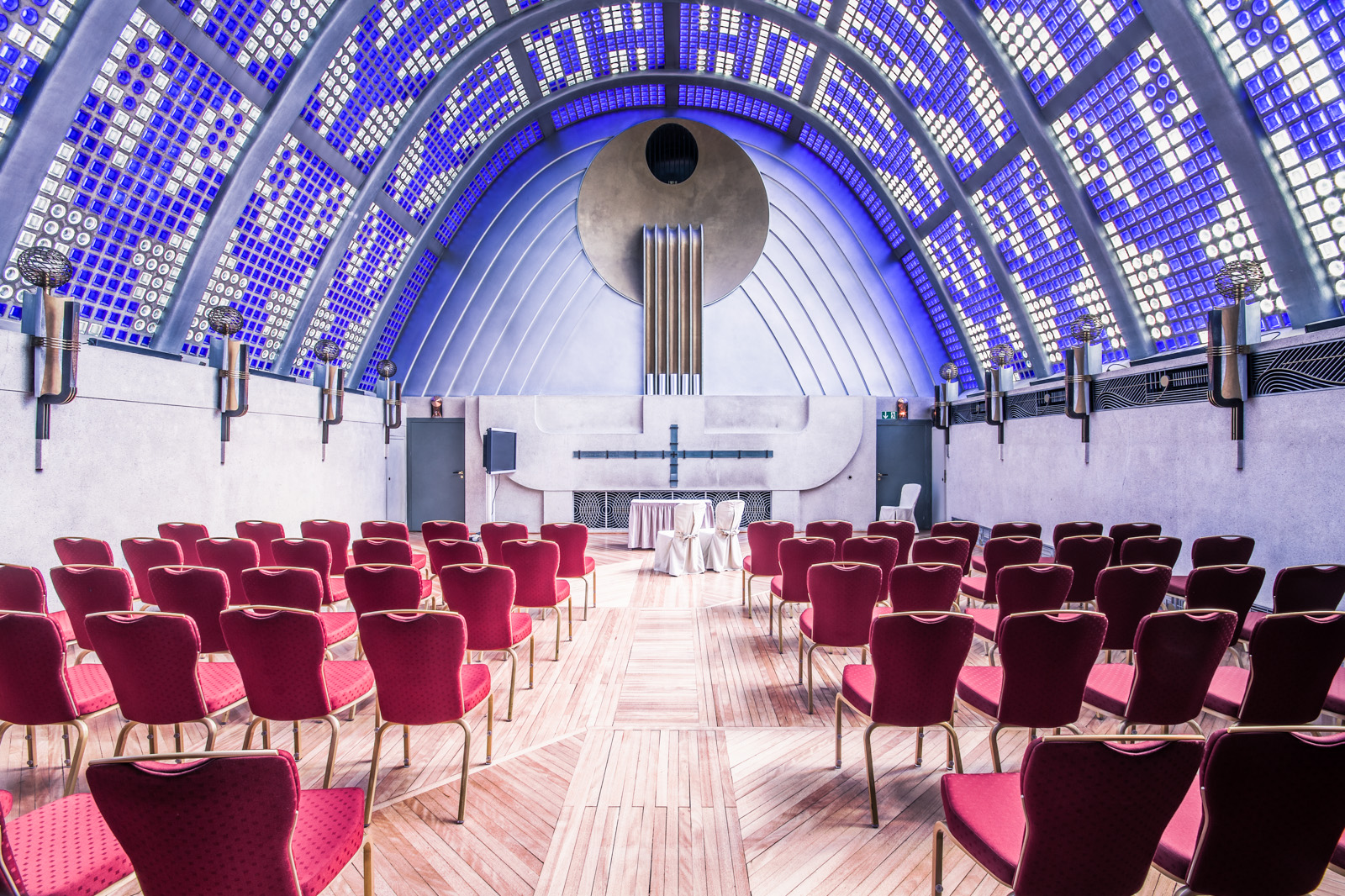
La Himmelssaal de la Haus Atlantis

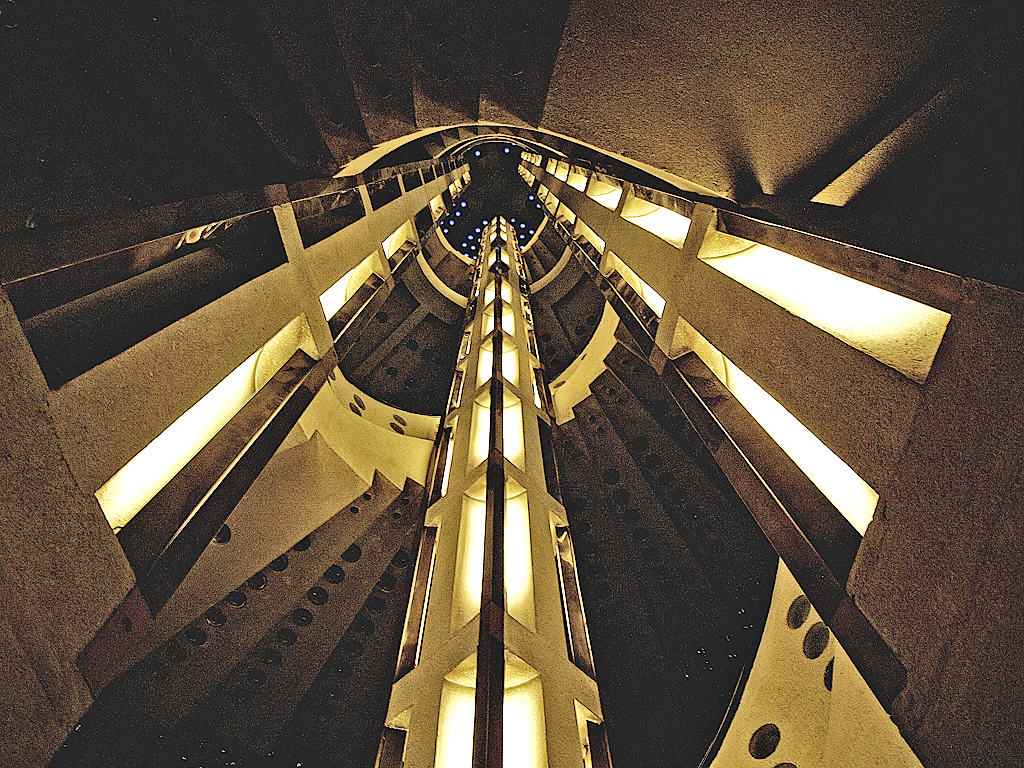
L'escalier Art Déco

La Maison Atlantis ou Maison Atlantide (en allemand : Haus Atlantis) sur la Böttcherstraße dans la vieille ville de Brême, au nord de l'Allemagne, est un exemple intéressant de l'architecture allemande de l'entre-deux-guerres. Conçue par Bernhard Hoetger, elle fut achevée en 1931. Après avoir subi de graves dommages de guerre, elle fut reconstruite en 1965 avec une nouvelle façade conçue par Ewald Mataré.

## Histoire et architecture
Le bâtiment était le deuxième conçu par Bernhardt Hoetger (1929-1931) pour la Böttcherstrasse sur la base des idées de Ludwig Roselius, le prospère entrepreneur de café, et de Herman Wirth, l'ethnographe nazi spécialisé dans le patrimoine ancestral allemand. Roselius a été impressionné par la croyance de Wirth selon laquelle l'Atlantide, aujourd'hui engloutie dans la mer du Nord, était à l'origine habitée par des Germains qui auraient apporté leur culture et leur civilisation en Égypte et en Mésopotamie, faisant des Germains la race la plus ancienne de la planète. Construit comme un bâtiment Art déco moderne en verre, bois et béton armé, il a donc été structuré spécifiquement pour abriter un institut d'étude sur l'Atlantide avec une salle de conférence, une salle de lecture, des salles de clubs (pour les membres du Club zu Bremen de Roselius) et espace d'exposition. Le bâtiment Atlantis a été décrit comme le « centre bizarre » des créations architecturales de Roselius dans la Böttcherstraße.
La façade a été reconstruite après la guerre. La charpente visible était accompagnée d'un des éléments monumentaux en bois sculpté de Hoetger au-dessus de l'entrée représentant l'Arbre de Vie (Lebensbaum). Il formait une image archaïsée de la Roue de l'Année, d'une croix et du disque solaire, représentant symboliquement l'origine de la vie dès le début de l'année, autrement dit les débuts de l'humanité. Accrochée à la croix se trouvait l'étrange figure du « sauveur de l'Altlantide », combinant l'image du Christ crucifié avec celle du païen Odin. Barbara Goette était la plus proche collaboratrice de Ludwig Roselius et elle a risqué sa vie en écrivant un traité philosophique sur l'Arbre de vie de Hoetger, accroché à la façade de la Maison Atlantide. Le Lebensbaum, violemment critiqué par les nazis, a été détruit par un incendie pendant la guerre. En 1954, l'élément a été temporairement remplacé par Max Säume et Günther Hafemann par une façade affichant une représentation abstraite de corps célestes, mais celle-ci a ensuite été cachée par un mur de briques fermé et orné de manière concentrique achevé par Ewald Mataré en 1965.

## Intérieur
Aujourd’hui, à l’intérieur, un éclairage design met en valeur le choix de couleurs vives et les lignes fluides du décor intérieur. Le bâtiment possède un escalier futuriste en colimaçon en verre et béton qui mène au Himmelssaal au premier étage avec un plafond décoré de blocs de verre blancs et bleus,. Les trois étages débutaient à l'origine avec une salle de lecture au premier étage, la salle de bal Himmelssaal au deuxième et un musée au sommet.

## Hôtel
En 1988, le complexe Atlantis House a été vendu à la société hôtelière suédoise Scandic, qui l'a relié avec un bâtiment hôtelier adjacent récemment achevé. L'intérieur a été entièrement rénové, mais l'ancien escalier et le Himmelssaal avec son plafond en mosaïque de verre bleu et blanc ont été conservés comme exemples intéressants de l'architecture allemande de l'entre-deux-guerres. Aujourd'hui, le bâtiment appartient à Radisson sous le nom de Radisson Blu Hotel, Bremen. Le Himmelssaal (salle du ciel) est ouvert au public.

## Voir également
- Liste des hôtels en Allemagne

1. 1 2 3  Karl Toepfer, Dance Architecture – Empire of Ecstasy, California Digital Library, 1997 (lire en ligne), p. 370
2. 1 2 3  (de) « Haus Atlantis » [archive du 3 février 2014], Böttcherstraße GmbH (consulté le 28 janvier 2014)
3. ↑  Leidig, Ludwig. Bombshell. sbpra 2013.  (ISBN 978-1-62516-346-2)
4. 1 2  Peter Gössel, Architecture in the twentieth century, Köln [etc.], 1. Aufl., 2001 (ISBN 3822811629, lire en ligne), p. 206
5. ↑  (de) « Haus Atlantis » [archive du 21 février 2014], Radio Bremen (consulté le 29 janvier 2014)
6. ↑  « Himmelssaal at the Bremen Radisson Blu Hotel », Bremen-tourism.de (consulté le 29 janvier 2014)

## Source de traduction
- (en) Cet article est partiellement ou en totalité issu de l’article de Wikipédia en anglais intitulé « Atlantis House » (voir la liste des auteurs).